# 喬治·華盛頓大學
喬治·華盛頓大學（英語：George Washington University）于1821年建校，以美國開國第一任總統乔治·华盛顿命名，是一所著名的私立研究型综合大学。主校区位于美国首都华盛顿特区市中心，比邻世界银行、国际货币基金组织、国务院，距白宫只有几个街区。学校现有9个学院，兩萬多名在读学生，是华盛顿特区内规模最大的大学。
喬治·華盛頓大學是名聲與排名一流的學府，它培育出的學生在美國乃至全球的政治、外交、法律與商業界具有卓越的貢獻。由於其位於美國權力中心—華府市中心的絕佳地理位置，大幅提升該校的政治敏感度，自成立以來源源不絕的為白宮、國務院等政府機關，以及聯合國、世界銀行與國際貨幣基金等重要國際組織注入新血，而被譽為“政治家的搖籃”。
200年間，該校走出了許多影響世界歷史的人物，其中不乏許多世界著名的政界校友，包括美國前國務卿科林·鮑威爾、韓國建國總統李承晚，20位美國州長、118位美國國會參眾兩院議員；此外，它還盛產一大批商界領袖，比如高盛公司總經理艾比·約瑟芬·柯恩，韓國三星集團會長李健熙等。在學術上，學校培養了諾獎神經科學家朱利葉斯·阿克塞爾羅德，宇宙大爆炸理論創立者、氫彈之父等學術巨擘執教於此，世界著名計算機學家張亞勤也是在此獲得電氣工程博士學位。
喬治·華盛頓大學的艾略特國際事務學院近二十年來都被世界上最重要的國際關係學刊——外交政策評為國際關係碩士班世界第七名、學士班世界第八名，美國與及諸多國家的外交官、涉外事務人才及王室貴族成員都畢業於此。

## 发展历史

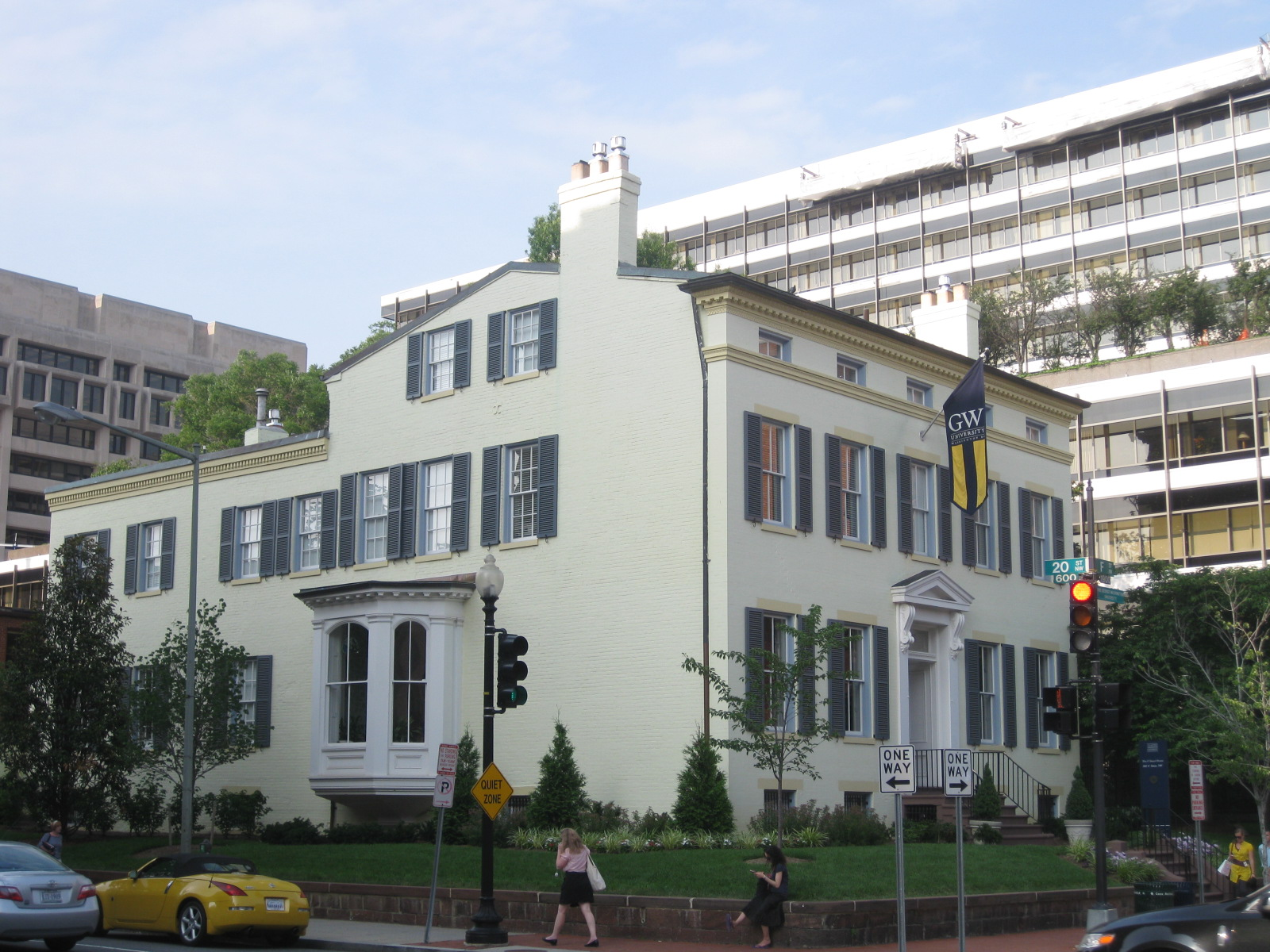
1849年建造的“Alexander Ray House”是該大學校長的住所

建立一所全国性的高等学府是美国第一任总统乔治·华盛顿的一个愿望。乔治·华盛顿大学正是在这个基础上建立的。学校和乔治·华盛顿本人有无形的联系。作为总统和一名公民，华盛顿相信这个新兴的国家需要一所全国性的大学，全国各地的年轻人在这里得到文理科的教育，学习政治和政府的基本原则。作为美国的首都，和当时地理上的中部城市，华盛顿认为这座城市是学校的合适所在地。华盛顿留下了50股波托马克公司的股票资助建校。很可惜，波托马克公司在股票兑现之前就倒闭了。但是Reverend Luther Rice和他的3个朋友继续为实现这个目标努力。Rice不辞疲倦地奔波于全国各地为这个理想游说。当时的总统詹姆斯·门罗和32名国会议员也支持这个目标。1821年2月9日，总统詹姆斯·門羅签署国会法令，成立非教会的学校哥伦比亚学院。
建校之初，学校坐落在佛罗里达大道上，14和15街之间，距离国会山30分钟路程。当时只有3个教员，1个辅导教师，30个学生，而课程則包括航海，哲学，英语，拉丁语和希腊语。1824年，美国革命的英雄拉法耶特侯爵参加了第1届毕业典礼。很快，学校增加了医学院和法学院。美国内战把华盛顿从一个小镇变成了一个人口快速增长的城市。战后，联邦政府雇员急剧增长，同时也促进了学校的增长。学校开设了夜校，增加了新的课程，并且从当地的职员中聘请兼职教员。在学校第6任校长James Clarke Welling任职期间（1871年－1894年），学校更名为哥伦比亚大学。
1873年，学校举办了招待会庆祝规模扩大，当时的总统尤利塞斯·格兰特到会祝贺。在Welling任职期间，学校增设了理学院，开始提供博士学位，并录取了第一名女性学员。在1893年7月27日，在学校财务室安装了第一部电话。1904年学校更名为乔治·华盛顿大学。1912年，校址迁往雾谷，华盛顿最初规划建校的地方。
在Cloyd Heck Marvin任校长的32年间（1927年－1959年），学校进行了大规模的基建，增建了Lisner礼堂，一所医院和其他设施。在他任职早期，建设了玫瑰园。并且开始了名为“年度校友赠礼”的项目，此举大大增加了学校的收入。20世纪30年代，乔治华盛顿大学吸引了许多世界知名物理学家，举办了多个理论物理方面的重要国际会议。在其中的一个会议上，大家为在1936年1月于柏林进行的首次核裂变试验所震惊。在Lloyd Hartman Elliott任校长期间（1965年－1988年），学校经历了越战和学生运动的动乱时期。然而，他仍然积极发展了学校的学术建设，稳定了学校的财政状况。学校捐款从1965年的800万美元增加到1988年的2亿美元。Elliott的最重要贡献是建立了学校的3个图书馆：Gelman图书馆，Jacob Burns法学图书馆，Paul Himmelfarb医学图书馆。
1988年8月1日，Stephen Joel Trachtenberg就任学校第15任校长。他努力改善学生在校的受教育过程，改进文科教育和研究。1991年，学校在北弗吉尼亚开设了一个新校区用于研究生的教育和研究。同时Trachtenberg努力改进主校区的硬件和软件建设，加强和周围社区的联系。学校的捐款从1988年的2亿2千4百万美元增加到2001年的6亿6千万美元。通过一系列的措施，Trachtenberg希望巩固乔治华盛顿大学在全美的领先地位，一个充满活力及多样的实体，并和政府，工业界，和城市保持紧密联系。坐落于美国的首都，学校接待过众多的国内和国际要人。2006年－2007年内，在世的历任前总统吉米·卡特、乔治·布什、比尔·克林顿和前任总统乔治·沃克·布什全都到校发表过演讲。此外学校还接待过2008年总统参选人希拉里·克林顿、巴拉克·奥巴马和约翰·爱德华兹。

## 校園
乔治华盛顿大学有三个校区。
- 主校区（雾谷校区）

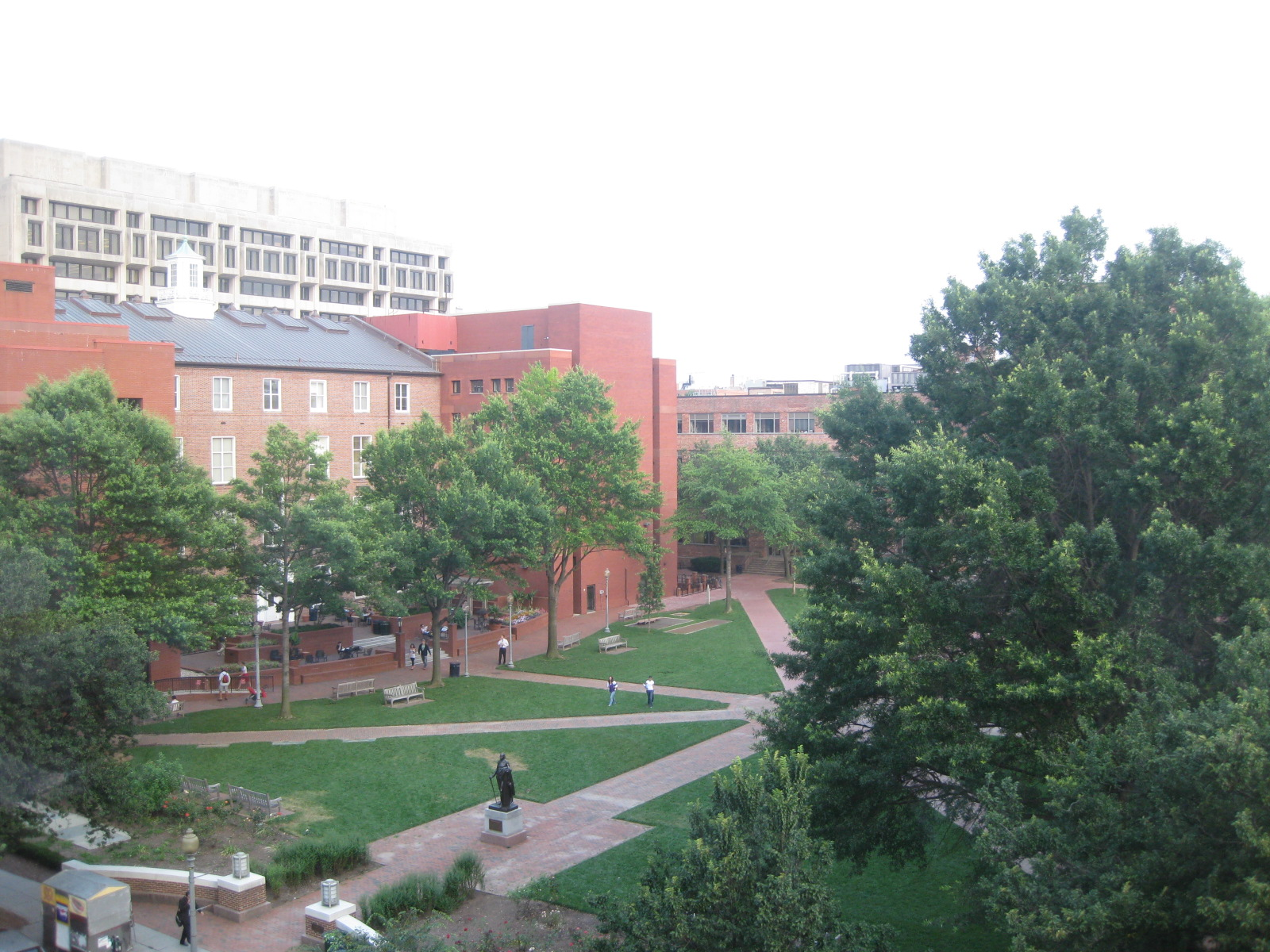
雾谷校区的廣場

雾谷校区（Foggy Bottom）被波多马克河包围。西边是肯尼迪表演艺术中心和水门大厦建筑群，东面是白宫和世界银行，北面是宾西法尼亚大道和华盛顿环岛，南面是林肯纪念堂和国务院。
- 弗吉尼亚校区

弗吉尼亚校区坐落于劳登县的阿什本，距离主校区大约1小时车程，是一个综合性的研究和教学校区。该校区建立于1991年，坐落于大型的科技园之中。为了满足当地工业和政府的需要，该校区开设了一系列的课程，包括工程，计算机，商业，信息系统，人力资源管理和高等教育。
- 維農山校区（Mount Vernon）

1997年，乔治华盛顿大学和維農山女子学院合并。该学院位于华盛顿西北区的Foxhall路侧，已经有125年的历史。学院合并扩大了乔治华盛顿大学的教学项目，增进了学生的学习和课余生活。该校区拥有网球、足球、棒球场。

## 學術

### 排名
根據美國新聞與世界報導，喬治華盛頓大學為美國全國性第一級大學。

### 錄取
該大學錄取率在20%左右，申請不需要SAT或ACT成績。學校本科和研究生人數都超過了一萬，其中研究生人數略多。

## 知名校友
- 杰奎琳·肯尼迪，美国第一夫人（1961年－1963年）。
- 约翰·埃德加·胡佛，美国联邦调查局创始人，第一任局长。
- 艾倫·杜勒斯，前中央情報局（CIA）局長。
- 科林·鲍威尔，美国国务卿（2001年－2005年），参谋长联席会议主席（1989年－1993年）。
- 约翰·斯诺，美国财政部长（2003年－2006年）。
- 约翰·杜勒斯，美国国务卿。
- 爱德华·泰勒，美国物理学家，氢弹之父。
- 文森特·格雷，前華盛頓哥倫比亞特區市長。
- 乔治·伽莫夫，美国物理学家，科普作家。宇宙大爆炸理论的创立者。
- 朱利葉斯·阿克塞爾羅德，美國生物化學家，諾貝爾獎得主。
- 海德邁，美國海軍將領、美國駐華大使館國防武官（2020－）、中國通。
- 李承晚，韩国第一任总统。
- 李明博，韩国第十七任总统。
- 李健熙，韓國三星集團會長。
- 张亚勤，微软公司全球副总裁。
- 高華柱，中華民國第18任國家安全會議秘書長
- 鄧振中，中華民國行政院政務委員。
- 李鐘培，中華民國滙豐銀行台灣區總經理。
- 孟憲承，教育家，華東師範大學首任校長。
- 切特·西蒙斯，體育電視網ESPN創始人兼首任總裁。
- 瑞蒙德·奥格里希洛普，美國線上（AOL）總裁。
- 艾比·科恩，美國高盛集團首席投资策略師兼總經理。
- 埃德邁爾·艾沃得，雅詩蘭黛全球企業總裁。
- 瑞秋·佐伊，美國知名造型師（Rachel Zoe）。
- 凱莉·華盛頓，美國影視女演員。
- 凱莉安·康威，美國總統顧問。擔任共和黨參選人唐納·川普的競選經理。且由於川普在2016年11月8日總統大選中獲勝，讓康威成為美國史上第一位操盤總統選戰致勝的女性。